# 승려와 나누는 색욕의 밤에…

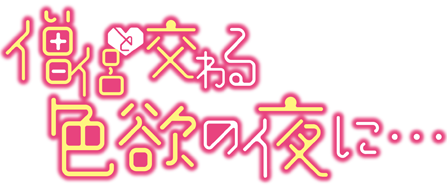

《승려와 나누는 색욕의 밤에…》(僧侶と交わる色欲の夜に…)는 마오미 레온가 원작한 일본의 성인 만화이다.

## 줄거리
대학생 미오라는 중학교 동창회에서 과거 짝사랑하던 타카히데와 재회하는데, 그는 친정 절을 이어 스님이 되어있었고 머리는 삭발하고 구리고 있었다. "스님이라면 색연사태에는 관심이 없지 않을까 하는 생각에 미오라는 홧김에 만취해버리고, 다카히데에게 집까지 바래다 주지만 방에서 간호하는 척부터 신체관계 직전까지 허락해버린다. 다음날 아침 타카히데 가족과 만나는 미사쿠라였지만 갑자기 "자신의 약혼녀"라고 소개되어 버리고.

## 서적 정보
- 마오미 레온 《승려와 나누는 색욕의 밤에…》  일본 : 수이세이샤 〈Clair TL Comics〉,  대한민국 : 넥스큐브, 기간 6권 (2019년 5월 18일 현재)
  1. 2015년 6월 19일 발매[1]、ISBN 978-4-434-20470-8
  2. 2015년 10월 19일 발매[2]、ISBN 978-4-434-20967-3
  3. 2016년 6월 18일 발매[3]、ISBN 978-4-434-21826-2
  4. 2017년 4월 18일 발매[4]、ISBN 978-4-434-23044-8
  5. 2018년 6월 18일 발매[5]、ISBN 978-4-434-24644-9
  6. 2019년 5월 18일 발매[6]、ISBN 978-4-434-25851-0

## TV 애니메이션
2017년 4월부터 6월까지 도쿄 MX에서 5분간 단편 애니메이션으로 방영. 다른 ComicFesta 애니메와 마찬가지로 통상판과 연령 제한이 있는 완전판이 존재하며 완전판은 애니메Zone 독점 착신된다.